# PWFヘビー級王座
PWFヘビー級王座（ピー・ダブリュー・エフ・ヘビーきゅうおうざ）は、全日本プロレスが管理、PWFが認定している王座。旧名称は世界ヘビー級王座（せかいヘビーきゅうおうざ）、PWF世界ヘビー級王座（ピー・ダブリュー・エフせかいヘビーきゅうおうざ）。現在は三冠ヘビー級王座を構成しているチャンピオンベルトの1つである。

## 歴史
1972年、力道山の死後、百田家に保管されていたインターナショナル・ヘビー級王座及びWWA世界ヘビー級王座のベルト（通称「力道山ベルト」）が、全日本プロレスを創立して間もないジャイアント馬場に寄贈された。これを受け、全日本プロレスでは力道山ベルトを「世界ヘビー級王座」のベルトとして使用することを決め、その王座争奪戦を開催した。
この初代王座争奪戦は、ジャイアント馬場とブルーノ・サンマルチノ、テリー・ファンク、アブドーラ・ザ・ブッチャー、ザ・デストロイヤー、ウイルバー・スナイダー、ドン・レオ・ジョナサン、パット・オコーナー、ボボ・ブラジルの8選手による勝ち抜き戦「世界選手権争覇十番勝負」という形で行われ、馬場が8勝2引分けという成績を収め（最初の対戦で引き分けたサンマルチノ、スナイダーには再戦で勝利）、初代世界ヘビー級選手権者となる。全日本プロレスがハワイ州ホノルルを本部とするPWF（Pacific Wrestlimg Federation）を設立し、初代会長には馬場と旧知の仲であったハワイのプロモーターのロード・ジェームス・ブレアースが就任した。
そして、世界ヘビー級王座をPWF世界ヘビー級王座と改め、馬場が自らその初代王者となった。途中1974年に、NWAの勧告により「世界」の文字を外してPWFヘビー級王座となった（NWAは傘下の各団体に「NWA世界ヘビー級王座以外の世界王座を作ったり認定したりしないこと」を求めているため）。
初代王者の馬場はザ・シーク、ブッチャー、オコーナー、ドリー・ファンク・ジュニア、ハーリー・レイス、フリッツ・フォン・エリック、ジン・キニスキー、ペドロ・モラレス、ビル・ロビンソン、プロフェッサー・タナカ、ディック・マードック、ブラックジャック・マリガン、クリス・マルコフ、ディック・ザ・ブルーザー、オックス・ベーカー、ワフー・マクダニエル、キラー・カール・コックス、ケン・パテラなどを退けて38回連続防衛（これは今でも日本プロレス史上の最多連続防衛記録である）を果たしたほか、ジャック・ブリスコ（NWA）、サンマルチノ（WWWF）、大木金太郎（アジア）の各王者が保持する王座を賭けてのダブルタイトルマッチも行った。
1978年6月にキラー・トーア・カマタとの防衛戦で、カマタの反則に怒った馬場が反則でやり返して大暴走、反則負けで王座転落。それまでアメリカでも日本でも「反則やリングアウトでは王座は移動しない」という選手権試合ルールとなっていたのを馬場が「反則負けでも負けは負け」としてPWFルールで反則・リングアウトでの王座移動を認めるようにしていたのだが、それが裏目に出た形となった。カマタは初防衛戦でロビンソンに敗れ、ロビンソンからブッチャーへ王座は移動。1979年2月に馬場はシカゴで王座奪回に成功する。
第5代王者時代の馬場は、防衛戦のペースこそ低下したもののブッチャー、ブルーザー・ブロディ、カマタ、ロビンソン、タイガー・ジェット・シン、テリー・ゴディらを相手に3年8ヶ月の間防衛を続けた。この間、1981年1月には馬場のデビュー以来3000試合無欠場記録記念試合としてバーン・ガニアのAWA世界ヘビー級王座とのダブルタイトルマッチが行われ、1982年2月には新日本プロレスから引き抜いたスタン・ハンセンとのシングル初対決がPWF選手権試合として実現している（2試合とも東京スポーツプロレス大賞の「年間最高試合賞」を受賞）。また、グリーンズボロ（バロン・フォン・ラシク）、ミネアポリス（スーパー・デストロイヤー・マークII）、アトランタ（ゴディ）、ダラス（キングコング・バンディ）などアメリカ各地で防衛戦が行われたのも馬場王者時代の大きな特徴である。
1982年10月に馬場はレイスに敗れて王座転落するも1983年2月セントルイスで奪還。しかし9月にはハンセンに敗れまたも王座から転落する。この頃からはレイス→馬場→ハンセン→馬場→ハンセン→長州力→ハンセン→天龍源一郎→ハンセン、と、1年前後の在位の王者が続くことになる。1989年4月18日、PWFおよびUN王者のハンセンがインター王者のジャンボ鶴田と統一戦を戦い、勝った鶴田が三冠統一ヘビー級王者となる。

## 歴代王者
| 歴代   | 選手                       | 戴冠回数 | 防衛回数 | 獲得日付       | 獲得場所 （対戦相手・その他）                                                                               |
| ------ | -------------------------- | -------- | -------- | -------------- | --- |
| 初代   | ジャイアント馬場           | 1        | 38       | 1973年3月16日  | 日本大学講堂 王座争奪戦を制して獲得                                                                         |
| 第2代  | キラー・トーア・カマタ     | 1        | 0        | 1978年6月1日]  | 秋田市立体育館                                                                                              |
| 第3代  | ビル・ロビンソン           | 1        | 1        | 1978年6月12日  | 一宮市産業体育館                                                                                            |
| 第4代  | アブドーラ・ザ・ブッチャー | 1        | 1        | 1978年10月18日 | 栃木県体育館                                                                                                |
| 第5代  | ジャイアント馬場           | 2        | 15       | 1979年2月10日  | イリノイ州シカゴ                                                                                            |
| 第6代  | ハーリー・レイス           | 1        | 1        | 1982年10月26日 | 帯広市総合体育館                                                                                            |
| 第7代  | ジャイアント馬場           | 3        | 3        | 1983年2月11日  | ミズーリ州セントルイス                                                                                      |
| 第8代  | スタン・ハンセン           | 1        | 3        | 1983年9月8日   | 千葉公園体育館                                                                                              |
| 第9代  | ジャイアント馬場           | 4        | 3        | 1984年7月31日  | 蔵前国技館                                                                                                  |
| 第10代 | スタン・ハンセン           | 2        | 1        | 1985年7月30日  | 福岡スポーツセンター                                                                                        |
| 第11代 | 長州力                     | 1        | 6        | 1986年4月5日   | 横浜文化体育館 試合への出場をキャンセルのため剥奪                                                           |
| 第12代 | スタン・ハンセン           | 3        | 4        | 1987年4月24日  | 横浜文化体育館 王座決定戦で獲得 輪島大士                                                                    |
| 第13代 | 天龍源一郎                 | 1        | 2        | 1988年3月9日   | 横浜文化体育館 UNヘビー級王座との二冠王者                                                                   |
| 第14代 | スタン・ハンセン           | 4        | 3        | 1988年7月27日  | 長野市民体育館 UNヘビー級王座との二冠王者                                                                   |
| 第15代 | ジャンボ鶴田               | 1        | 0        | 1989年4月18日  | 大田区体育館 インターナショナル・ヘビー級王座、UNヘビー級王座との王座統一戦が行われて三冠ヘビー級王座となる |

## 主な記録
- 最多戴冠記録：4回
ジャイアント馬場（第1・5・7・9代）
スタン・ハンセン（第8・10・12・14代）
- 最多連続防衛：38回
ジャイアント馬場
- 最多通算防衛：59回
ジャイアント馬場
- 最年長戴冠記録：46歳6ヶ月
ジャイアント馬場（第9代）